# Aparato electrónico

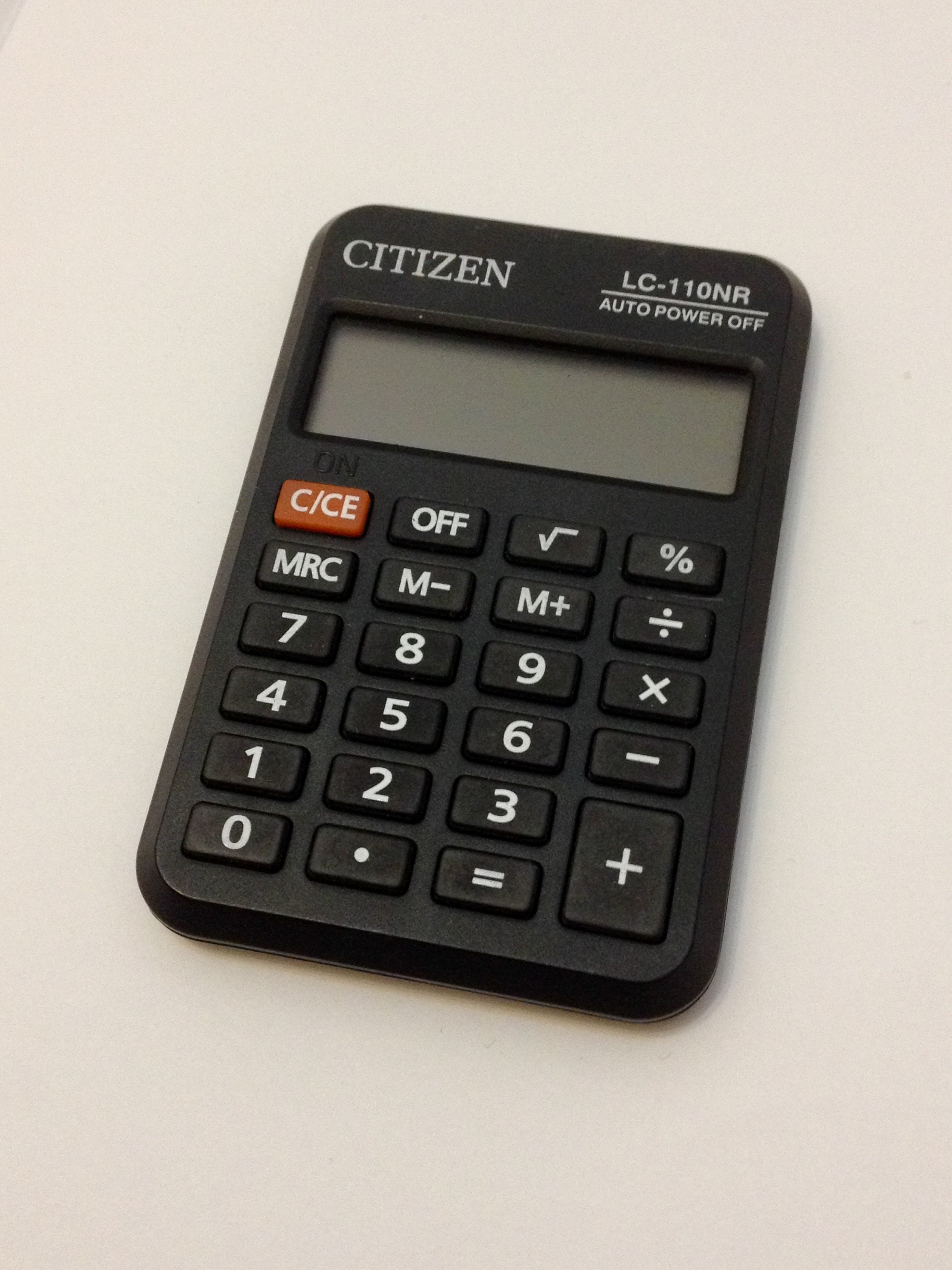
Una calculadora, ejemplo de aparato electrónico.

Un aparato o dispositivo electrónico es un artefacto que consiste en una combinación de componentes electrónicos organizados en circuitos destinados a controlar y aprovechar las señales eléctricas con el propósito de realizar algún proceso informático. A diferencia de los aparatos eléctricos, los electrónicos utilizan la electricidad para el almacenamiento, transmisión o transporte de información.

## Ejemplo
Un ejemplo de dispositivo electrónico es un amplificador de sonido que controla el flujo de energía de un micrófono hacia los altavoces. También son aparatos electrónicos dispositivos mucho más complejos como puede ser una computadora.